# Wahlenbergia subumbellata
Wahlenbergia subumbellata är en klockväxtart som beskrevs av Markgr. Wahlenbergia subumbellata ingår i släktet Wahlenbergia och familjen klockväxter. Inga underarter finns listade i Catalogue of Life.